# Deutscher Fernsehfunk
Deutscher Fernsehfunk, fra 1972–1990 Fernsehen der DDR, var det statslige fjernsynsselskab i DDR. Det var kontrolleret af staten og underlagt streng kontrol og censur. Efter model fra sovjetisk broadcasting blev selskabet styret af Staatliches Komitee für Rundfunk, en komité direkte kontrolleret af centralkomitéen i Sozialistische Einheitspartei Deutschlands. Komitéen kontrollerede også radioselskabet Rundfunk der DDR.
Offentlige prøvesendinger blev indledt på Josef Stalins fødselsdag 21. december 1952. I 1956 indledede Deutsche Fernsehfunk sine regulære sendinger.
Det propagandistiske nyhedsprogram Aktuelle Kamera blev sendt fra 1952 til 1990. Et andet program kanalen var kendt for var det politisk-agitatoriske fjernsynsprogram Der schwarze Kanal ("den sorte kanal") som kommenterede vesttyske nyheder på en agitatorisk måde. Programmet blev første gang sendt 21. marts 1960 og blev afviklet 30. oktober 1989.
Efter Tysklands genforening blev selskabet gradvist afviklet og frekvenserne overtaget af ARD.
52°25′56″N 13°32′24″Ø / 52.43222°N 13.54000°Ø